# Xina
|  | Per a altres significats, vegeu «Xina (desambiguació)». |

La Xina (en xinès simplificat 中国, en xinès tradicional 中國, en pinyin Zhōngguó, literalment 'el País del Mig') és un territori històric asiàtic d'orígens mil·lenaris que va ser un puntal de saviesa en l'antiguitat. Es pot reconèixer una Xina estricta envoltada dels territoris d'altres ètnies, sotmeses al poder central.
Avui dia hi ha dos estats xinesos: 
- La República Popular de la Xina (Zhōnghuá Rénmín Gònghéguó, 中华人民共和国 en escriptura simplificada i 中華人民共和國 en la tradicional), que agrupa la immensa majoria dels territoris tradicionals xinesos al continent asiàtic, i també alguns altres territoris sota la seva jurisdicció que no són nacionalment xinesos (com ara el Tibet, el Xinjiang o la Mongòlia Interior, entre d'altres).
- La República de la Xina (Zhōnghuá Mínguó, 中华民国 en escriptura simplificada i 中華民國 en la tradicional), que agrupa l'illa de Taiwan i algunes de menors. Encara que és un estat de facto, no està reconegut com a tal ni per les Nacions Unides ni per gairebé cap altre estat.

## Els xinesos
Els xinesos poden ser:

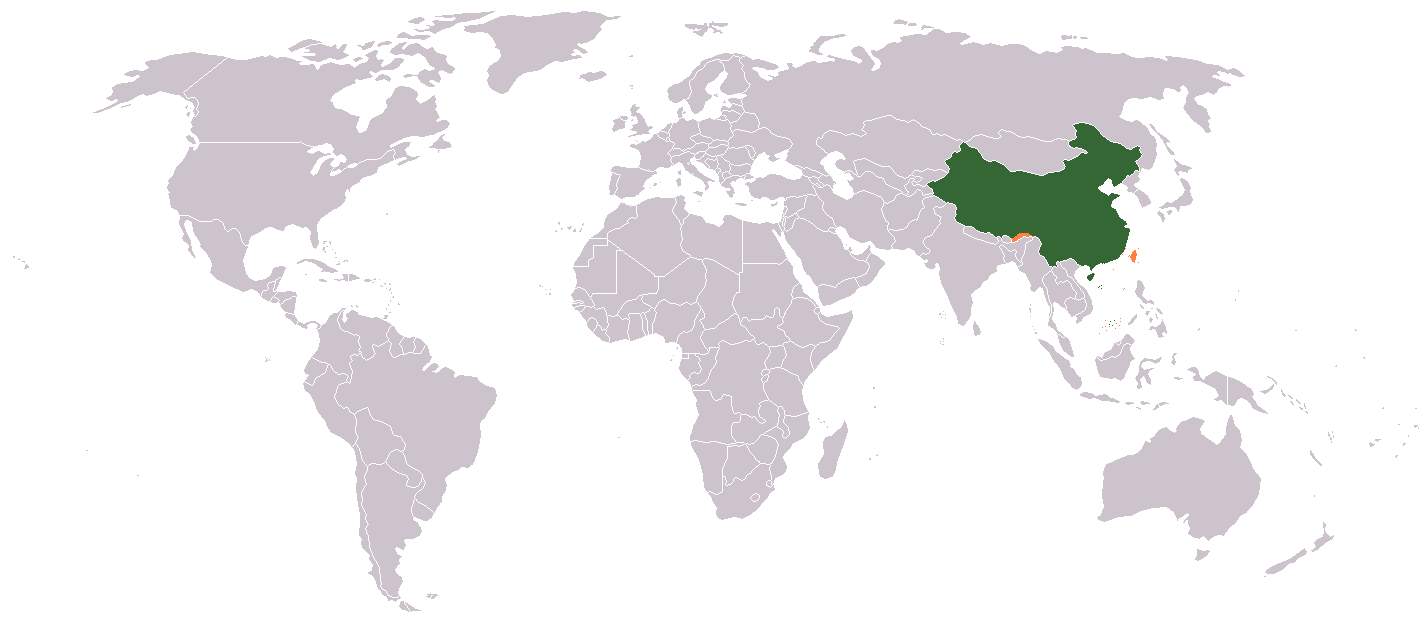
Ubicació de la Xina al món

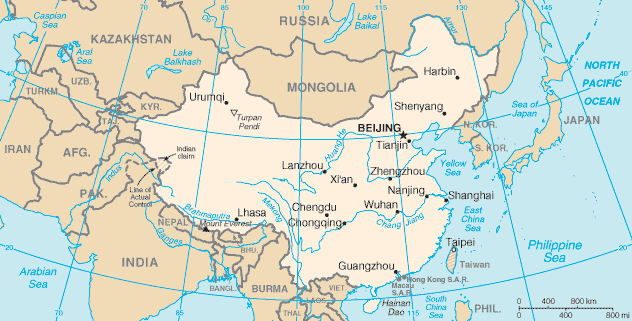
Ubicació de la Xina a l'Àsia

- Un habitant de la República Popular de la Xina, incloses les regions especials de Hong Kong i Macau, o bé de la República de la Xina, des del punt de vista jurídic.
- El Zhonghua minzu, que es pot traduir per nació xinesa, és un concepte supraètnic que inclou els han, els hui, els zhuangzu, els zangzu i altres grups ètnics establerts dins dels límits de la Xina de la dinastia Qing (1644-1911). Aquesta definició també inclou la majoria de xinesos d'ultramar, anomenats tusan.
- Una persona d'ètnia han sovint és anomenada "xinesa" o "d'origen ètnic xinès" als països occidentals, tot i que aquest ús és políticament incorrecte pel fet que exclouria la resta de ciutadans d'origen xinès. Cal tenir en compte que alguns xinesos d'ultramar no necessàriament s'identifiquen amb la República Popular de la Xina, perquè en realitat es tracta de no xinesos assimilats a la cultura xinesa, de manera que aquest terme deixa de tenir caràcter ètnic. Fins i tot, estudis d'ADN han demostrat que els xinesos han no són un grup ètnic homogeni, sinó una amalgama de diversos pobles.

Són molts els factors que cal tenir en compte en decidir si una persona és o no xinesa. A banda de la nacionalitat (raons legals), el lloc de residència (factors geogràfics), l'ètnia (raons biològiques), i l'ascendència (factors històrics i genealògics), d'altres com ara el reconeixement i la identificació de cadascú com a xinès (i amb altra gent) també és important.

## Civilització xinesa

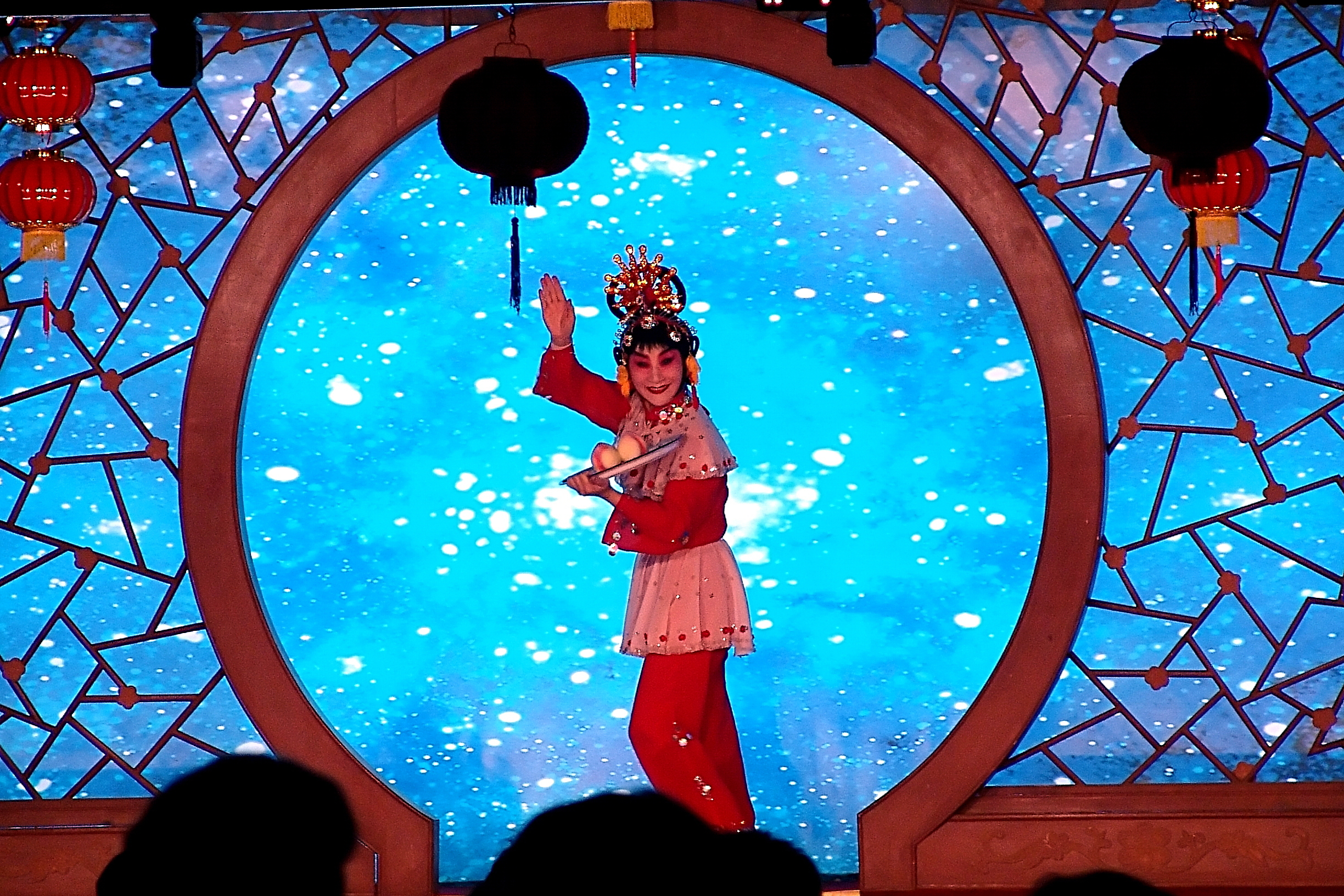
Una funció d'òpera xinesa (òpera de Beijing), un dels molts aspectes de la cultura xinesa tradicional

Xina és, potser, la civilització viva més antiga del món. El país abasta una amplíssima regió geogràfica amb costums i tradicions que canvien enormement d'unes províncies a altres. La cultura xinesa és un terme ampli que es fa servir per a descriure les bases culturals, fins i tot entre regions xinoparlants fora del continent xinès. Ha estès la seva influència als països del seu entorn (Japó, Corea, Vietnam…) en termes d'arquitectura, cal·ligrafia, filosofia, etc.
Alguns dels exponents de la cultura xinesa són la seva mitologia, la seva filosofia, la seva música i el seu art.
Xina fou el bressol de dos importants corrents filosòfics: el confucianisme i el taoisme. Aquesta cultura també va adoptar el budisme, i donà origen al budisme chan, més popularment conegut a Occident en la seva versió japonesa, el zen. La música xinesa utilitza el bambú (竹 zhú) per a fabricar flautes i caixes.

## Llengua xinesa
El xinès (汉语/漢語, 华语/華語, o 中文; pinyin: hànyǔ, huáyǔ, o zhōngwén) és un membre de la família de llengües sinotibetanes. Encara que la majoria de xinesos veuen les varietats parlades com un mateix idioma, les variacions en la llengua parlada són comparables a les diferències entre les llengües romàniques (per exemple, el català i el castellà); l'escriptura xinesa, però, també ha canviat al llarg del temps, encara que molt més lentament que la llengua parlada i, per tant, manté molta més uniformitat.
Vora una cinquena part de la població del món, uns 1.200 milions de persones, parla alguna forma de xinès com a llengua materna. Això fa que sigui la llengua amb més nombre de parlants nadius del món. La llengua xinesa, parlada en la manera de l'estàndard mandarí (普通话), és l'idioma oficial (官方语言) de la República Popular de la Xina i de la República de la Xina, un dels quatre idiomes oficials de Singapur, i un dels sis idiomes oficials de les Nacions Unides.

## Escriptura xinesa

Caràcters xinesos tradicionals i, en vermell, en xinès simplificat

L'escriptura xinesa està basada en l'ús dels signes propis anomenats "caràcters xinesos" (漢字 / 汉字, pinyin hànzì). Aquest sistema d'escriptura, d'origen logogràfic i similar en aquest sentit als sistemes maia i egipci, és un dels trets més distintius de la cultura xinesa. Hi ha milers de caràcters que s'han utilitzat durant almenys tres mil anys com a escriptura, i que van ser adoptats també per altres llengües asiàtiques, en particular el japonès, el coreà i el vietnamita. Aquestes dues últimes van abandonar quasi per complet l'ús de caràcters durant la segona meitat del segle xx, mentre que al Japó es continuen utilitzant els caràcters, que s'anomenen kanji.

## Escultura xinesa
Artefactes procedents de la Xina es remunten ja a l'any 10000 aC i des de l'antiguitat existien escultors xinesos, però el gruix del que més es coneix com a escultura xinesa prové d'uns pocs períodes històrics. Un dels monuments més coneguts arreu és l'espectacular exèrcit de terracota reunit a la tomba de Qin Shi Huangdi, el primer emperador de la important però de curta durada dinastia Qin que va precedir la dinastia Han (206 aC - 220 dC). Els Han també destaquen pel seu aixovar funerari, si bé ja no es tracta de figures de grans dimensions com les del primer emperador ni tampoc compten amb una voluntat marcadament realista, tan palesa en les primeres.
La primera escultura budista que es troba a la Xina data del període dels Tres Regnes (segle iii), mentre que l'escultura de les grutes de Longmen, prop de Luoyang (província de Henan) ha estat àmpliament reconeguda per la seva elegància i qualitats especials.
El període considerat com l'edat d'or de la Xina és la dinastia Tang, coincidint amb l'edat mitjana a Europa. Figures decoratives d'aquesta època es van fer famoses al món occidental durant la primera meitat del segle xx.

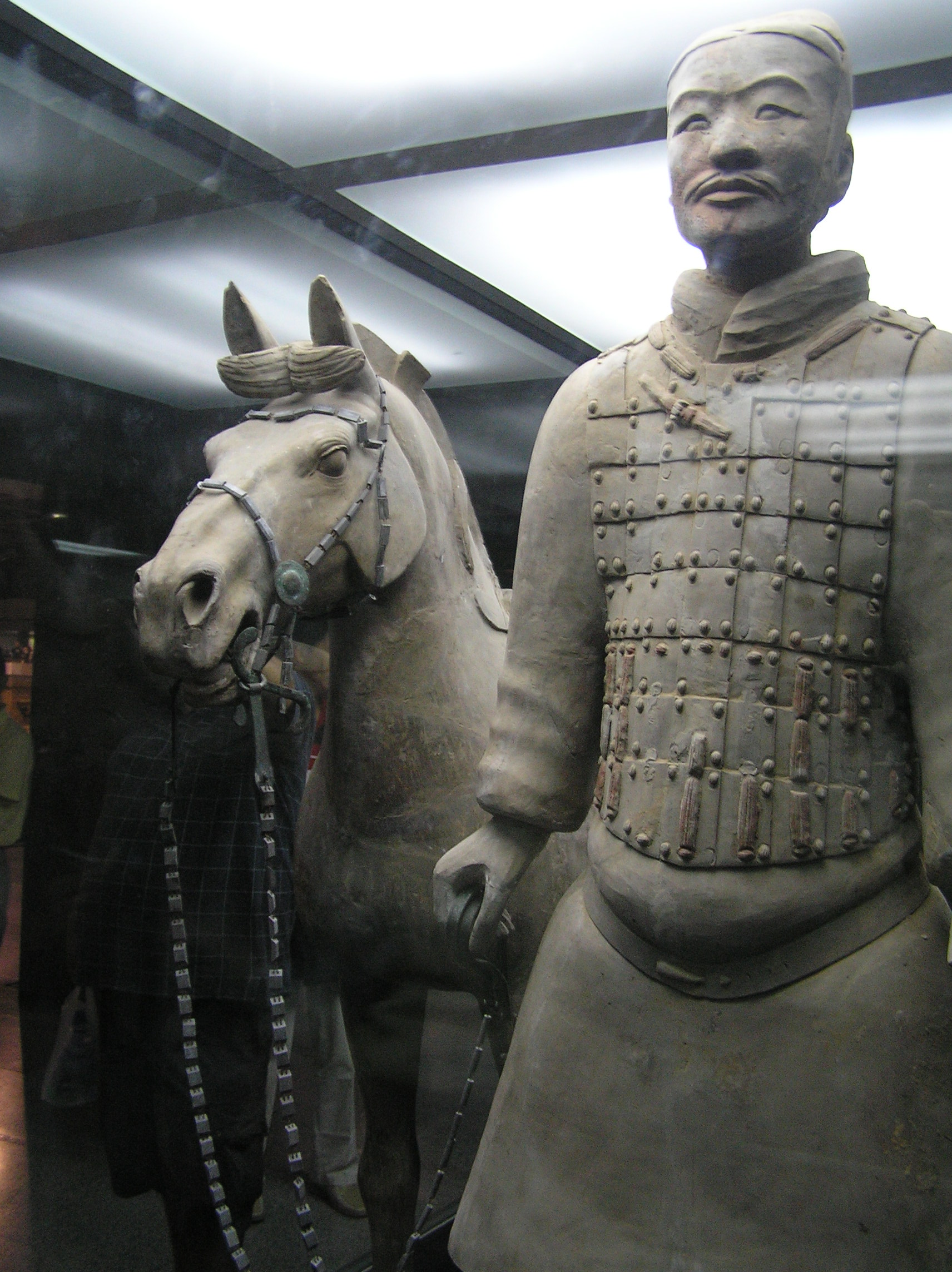
Guerrer de terracota de la dinastia Qin
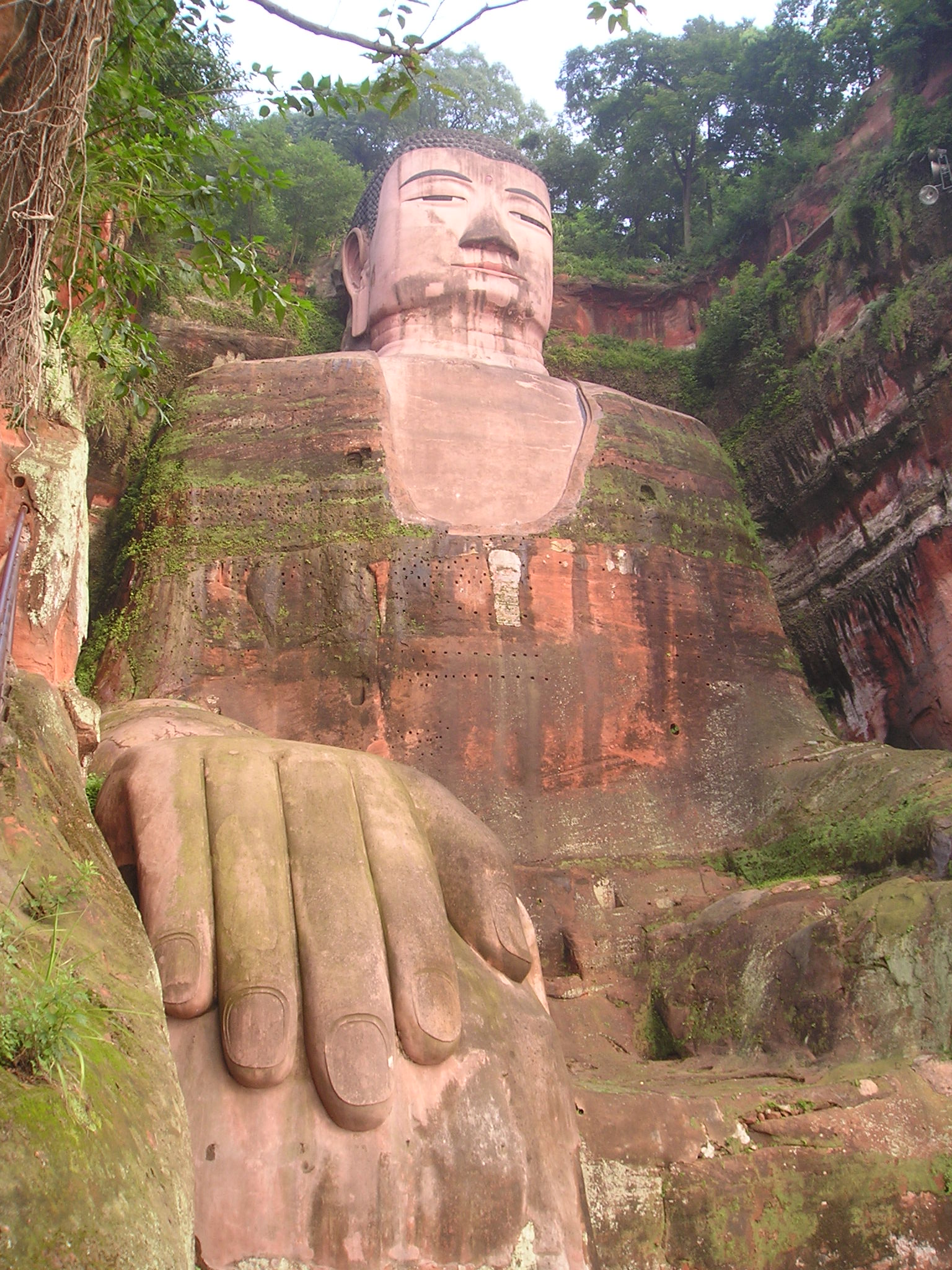
Gran Buda de Leshan (Maitreya) de la dinastia Tang
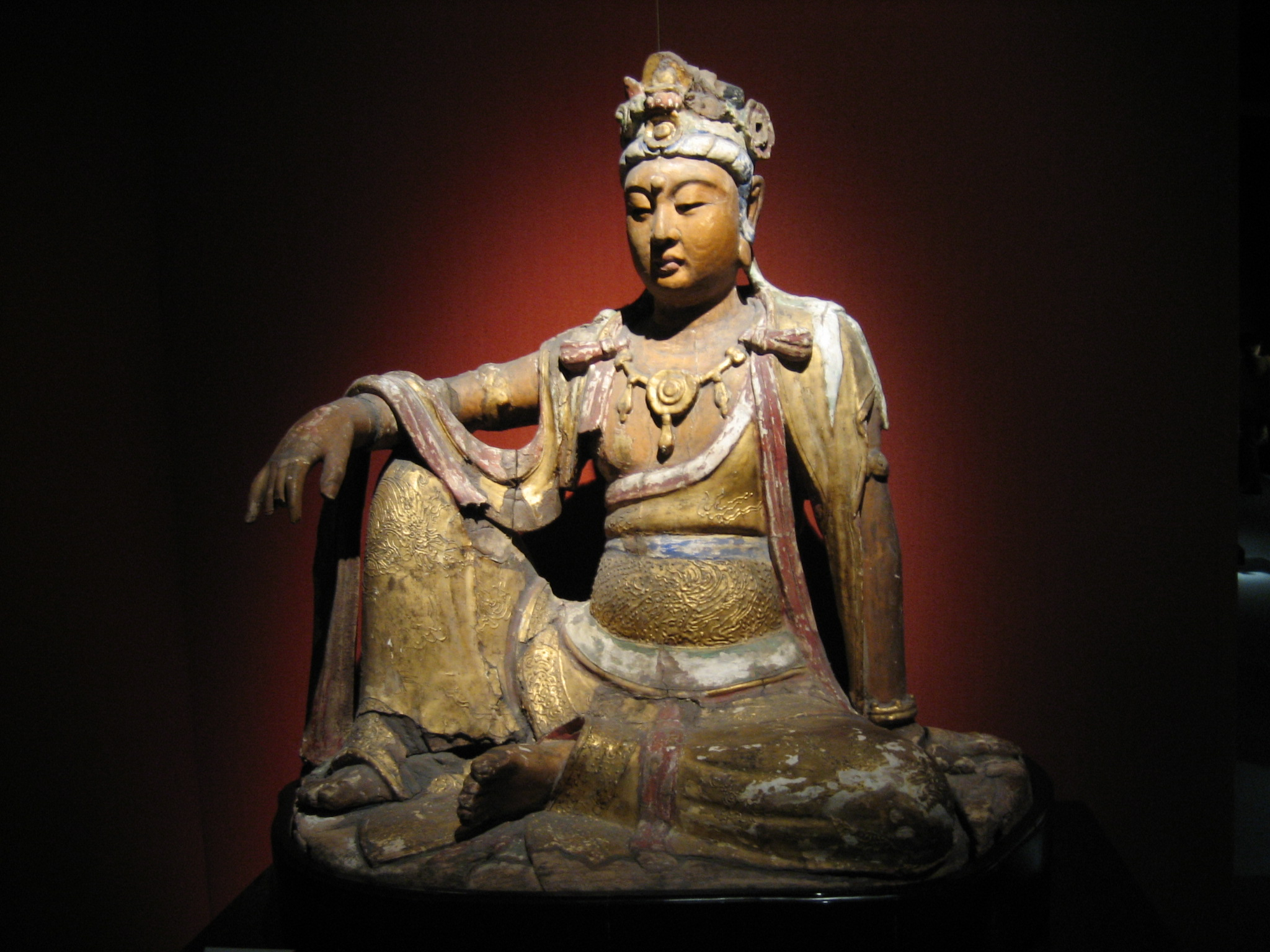
Bodhisattva de fusta de la dinastia Song

## Invents xinesos
Xina destaca per la quantitat i la importància dels seus invents i descobriments. Alguns dels més destacats en són:
- escriptura (tot i que també es va inventar en altres llocs, independentment)
- paper
- impremta
- pólvora
- brúixola
- campana
- conreu de l'arròs
- seda
- acupuntura
- paper moneda
- fracció decimal
- estel
- baralla de cartes